# Wilczak (rodzaj ssaków)
Wilczak (Dusicyon) – wymarły rodzaj ssaków z rodziny psowatych (Canidae).

## Rozmieszczenie geograficzne
Rodzaj obejmował gatunki występujące w Ameryce Południowej.

## Systematyka
Rodzaj zdefiniował w 1839 roku angielski przyrodnik Charles Hamilton Smith w publikacji własnego autorstwa poświęconej historii naturalnej psowatych z serii wydawniczej The Naturalist’s Library. Smith wymienił cztery gatunki – Vulpes fulvipes W. Martin, 1837, Dusicyon canescens C.H. Smith, 1839 (species inquirenda), Dusicyon antarticus C.H. Smith, 1839 (= Canis australis Kerr, 1792) i Dusicyon sylvestris C.H. Smith, 1839 (species inquirenda) – z których gatunkiem typowym jest Dusicyon antarticus C.H. Smith, 1839 (= Canis australis Kerr, 1792).

### Etymologia
Dusicyon (Dysicyon, Dusocyon, Dasicyon, Ducicyon): gr. δυσις dusis ‘zachód słońca’ (tj. zachodni); κυων kuōn, κυνος kunos ‘pies’.

### Podział systematyczny
Do rodzaju należały następujące gatunki:
| Grafika | Gatunek            | Autor i rok opisu  | Nazwa zwyczajowa    | Podgatunki         | Rozmieszczenie geograficzne   | Podstawowe wymiary | Status IUCN |
| ------- | ------------------ | ------------------ | ------------------- | ------------------ | ----------------------------- | ------------------ | ----------- |
|         | Dusicyon avus      | (Burmeister, 1866) |                     | gatunek monotypowy | południowa Ameryka Południowa | brak danych        | EX          |
|         | Dusicyon australis | (Kerr, 1792)       | wilczak falklandzki | gatunek monotypowy | Falklandy                     | brak danych        | EX          |

Kategorie IUCN:  EX  – gatunek wymarły.